# 貝雷茲內 (舍佩蒂夫卡區)
50°5′48″N 27°10′32″E / 50.09667°N 27.17556°E
贝雷兹内（烏克蘭語：Березне），是烏克蘭西部赫梅利尼茨基州舍佩蒂夫卡區苏蒂尔基夫市镇内的村落。始建於1220年，面積76平方公里，海拔高度282米，2001年人口166，人口密度每平方公里2,184.2人。